# A Man's Man (pel·lícula de 1929)
A Man's Man és una pel·lícula muda perduda del 1929 produïda i distribuïda per Metro-Goldwyn-Mayer i dirigida per James Cruze. És protagonitzada per William Haines i es va estrenar amb una banda sonora de música i efectes. Es basa en una obra de Broadway, A Man's Man de Patrick Kearney. Greta Garbo i John Gilbert apareixen destacadament en un cameo. La pel·lícula es va estrenar amb una partitura musical sincronitzada i una pista d'efectes de so; es creu que la pel·lícula s'ha perdut, tot i que els discos sonors existeixen i actualment es troben a l'UCLA Film and Television Archive.

## Repartiment
- William Haines - Mel
- Josephine Dunn -Peggy
- Sam Hardy - Charlie
- Mae Busch - Violet
- John Gilbert - ell mateix
- Greta Garbo - ella mateixa
- Gloria Davenport - Annie
- Delmer Daves (no acreditat)
- Fred Niblo (no acreditat)